# グレン・A・ラーソン
グレン・アルバート・ラーソン（Glen Albert Larson 1937年1月3日 - 2014年11月14日 ）は、アメリカ合衆国のテレビプロデューサー、脚本家。テレビシリーズ『ナイトライダー』、『俺たち賞金稼ぎ!!フォール・ガイ』、『Dr.刑事クインシー』などで知られる。

## 経歴
カリフォルニア州ロングビーチで生まれる。家族に一時期俳優で活躍していた息子のエリック・ラーソンがいる。
1950年代に大学在学中に「ザ・フォー･プレップス」(The Four Preps)のシンギング･グループの一員となって《26マイル（サンタ・カタリナ）》などの三種のミリオンセラー･レコードを作詞した。1960年代からはテレビ業界に入り，ユニバーサルテレビジョンでライターやプロデューサーとして着々と実績を積んでいった。最初に高評価だったのは1968年に放送されたロバート・ワグナー出演の「スパイのライセンス」でそれ以降はユニバーサルで数々の作品を手がけた。ミュージシャン出身ということでテーマ音楽も多く作曲している。当時映画でのヒット作を自分なりにアレンジしてTVシリーズにする方法を使った作品（「トランザム7000」を題材にして「トラック野郎!B・J」を「スター・ウォーズ」を題材に「宇宙空母ギャラクティカ」を「トロン」を題材に日本未放送作品「オートマン」等）のパイロット版シナリオを書き上げ誕生させた。
そして、1981年4月1日に20世紀フォックステレビジョンに移籍し、記念すべき第1作目となったのがリー・メジャース主演「俺たち賞金稼ぎ!!フォール・ガイ」であった。翌年1982年にはユニバーサル在籍中に交わした契約でTVシリーズパイロット版の脚本を1作品書くと言う約束が残されており、ユニバーサルからの要望で「トラック野郎!B・J」シーズン2第3話『最強警察!スーパークルーザー[原題:Cain's Cruiser]』〈1980年3月30日に日本テレビで放映〉（ナイトライダー・コンプリートブルーレイBOXの封入特典のブックレット解説より）のエピソードに登場したハイテクパトロールカーみたいな自動車が活躍する作品の脚本を書いて欲しい。」との要望で誕生した作品が彼のヒット作品となる「ナイトライダー」だ。それ以後、20世紀フォックスでライターとして続けたが「俺たち賞金稼ぎ!!フォール・ガイ」以後、ヒット作に恵まれず、高評価が得られる事なく短命で打ち切られた番組が続いた。
2014年11月14日、カリフォルニア州サンタモニカの病院で食道ガンの合併症が原因により死去
。77歳没。

## 主な作品
| 年        | 作品                                                                                                | 備考 |
| --------- | --------------------------------------------------------------------------------------------------- | --- |
| 1966      | 逃亡者/死が送られてくる The Fugitive: In a Plain Paper Wrapper                                      | ストーリー（シーズン3第29話の1エピソードのみ）                                                                   |
| 1968-1970 | スパイのライセンス It Takes A Theif                                                                 | プロデューサー                                                                                                   |
| 1970      | バージニアン The Virginian                                                                          | ライター（1970年の1エピソードのみ）                                                                              |
| 1970-1977 | 警部マクロード McCloud                                                                              | 製作総指揮（TV movieの脚本も手がけている）                                                                       |
| 1971-1973 | 西部二人組 Alias Smith and Jones                                                                    | 企画・製作 |
| 1973      | サイボーグ危機一発/ミサイル大爆発!核兵器売ります The Six Million Dollar Man: Wine, Women and War    | 脚本・製作総指揮・テーマ音楽                                                                                     |
| 1973      | 600万ドルの男/対決!サイボーグ国際誘拐シンジケート The Six Million Dollar Man: Solid Gold Kidnapping | 製作総指揮 |
| 1974-1975 | 女刑事クリスティー GET CHRISTIE LOVE                                                                | 製作総指揮 |
| 1975-1978 | 華麗な探偵ピート&マック Switch                                                                      | 製作総指揮 |
| 1976-1983 | Dr.刑事クインシー Quincy, M.E.                                                                      | 企画・製作総指揮・テーマ音楽（スチュー・フィリップスと共同制作）                                                 |
| 1977-1979 | ハーディ・ボーイズ&ナンシー・ドルー The Hardy Boys/Nancy Drew Mysteries                             | 企画・製作総指揮・テーマ音楽                                                                                     |
| 1978-1979 | ソード・オブ・ジャスティス（日本未放映） Sword of Justice                                           | 脚本・製作総指揮・テーマ音楽                                                                                     |
| 1978-1979 | 宇宙空母ギャラクティカ Battlestar Galactica                                                         | 企画・製作総指揮                                                                                                 |
| 1979-1981 | トラック野郎!B・J B.J. and the Bear                                                                 | 企画・製作総指揮・テーマ音楽                                                                                     |
| 1979-1981 | ザ・ミスアドベンチャー・オブ・シェリフ・ロボ（日本未放映） The Misadventures of Sheriff Lobo        | 企画・製作総指揮・テーマ音楽                                                                                     |
| 1979-1981 | 25世紀の宇宙戦士キャプテン・ロジャース Buck Rogers in the 25th Century                              | 企画・製作総指揮 パイロット版日本タイトル『スペース・レイダース』                                                |
| 1980-1988 | 私立探偵マグナム Magnum,p.i.                                                                        | 企画（ドナルド・P・ベリサリオと共同）                                                                            |
| 1981      | 爆走する7人の白雪姫!!B・J&トラックギャル B.J. and the Bear                                          | 企画・製作総指揮・テーマ音楽（※本国ではトラック野郎!B・Jのシーズン3）                                            |
| 1981-1986 | 俺たち賞金稼ぎ!!フォール・ガイ The Fall Guy                                                         | 脚本・企画・製作総指揮・テーマ音楽（スチュー・フィリップス、ガイル・ジェンセン、デビット・サマービルと共同制作） |
| 1982-1986 | ナイトライダー Knight Rider                                                                         | 企画・脚本・製作総指揮・テーマ音楽（スチュー・フィリップスと共同制作）                                           |
| 1983      | マスカレード（日本未放映） Masquerade                                                               | 企画・製作総指揮                                                                                                 |
| 1983      | マニマル（日本未放映） Manimal                                                                      | 企画・製作総指揮                                                                                                 |
| 1983-1984 | オートマン（日本未放映） Automan                                                                    | 企画・製作総指揮                                                                                                 |
| 1984      | トップモデル諜報員 カバー・アップ Cover Up                                                          | 企画・脚本・製作総指揮                                                                                           |
| 1987-1988 | ハイウェイマン（パイロット版のみビデオソフト発売） The Highwayman                                   | 製作総指揮 |
| 1991      | 新ナイトライダー2000 Knight Rider 2000                                                              | 企画・脚本 |
| 1991      | P.S.アイ・ラブ・ユー P.S.I. Luv U                                                                   | 企画・脚本・製作総指揮                                                                                           |
| 1997–1999 | 闇のヒーロー伝説 ナイトマン Night Man                                                               | 企画・脚本・製作総指揮・テーマ音楽（マーク・ボニーラと共同制作）                                                 |
| 1997-1998 | チームナイトライダー（日本未放映） Team Knight Rider                                                | 企画・製作総指揮                                                                                                 |
| 2003-2009 | GALACTICA/ギャラクティカ Battlestar Galactica                                                       | コンサルティングプロデューサー                                                                                   |
| 2008-2009 | ナイトライダーNEXT Knight Rider                                                                     | 企画 |

## 受賞とノミネート

### エミー賞など
| 賞         | 年   | 部門                                         | 作品                                                                                 | 結果       |
| ---------- | ---- | -------------------------------------------- | ------------------------------------------------------------------------------------ | ---------- |
| エミー賞   | 1978 | プライムタイム・エミー賞 作品賞 (ドラマ部門) | 『Dr.刑事クインシー』                                                                | 受賞       |
| グラミー賞 | 1978 | グラミー賞 映画・テレビサウンドトラック部門  | 『宇宙空母ギャラクティカ』〈オリジナルスコアのベスト·アルバム〉                      | ノミネート |
| エドガー賞 | 1973 | TVエピソード部門                             | 『警部マクロード』シーズン3・第1話「ニューメキシコの顔」[The New Mexican Connection] | 受賞       |
| エドガー賞 | 1981 | TVエピソード部門                             | 『私立探偵マグナム』シーズン1・第3話「秘宝の壺カンフー旋風」[China Doll]             | 受賞       |

### ハリウッド殿堂
ハリウッド・ウォーク・オブ・フェームのテレビ部門に、星形のプレートが埋め込まれている。

## 脚註
1. ↑  グレン・ラーソンが死去、「宇宙空母ギャラクティカ」などで有名なTVプロデューサー。 Business Newsline 2014年11月17日閲覧
2. ↑  「宇宙空母ギャラクティカ」「ナイトライダー」の生みの親グレン・A・ラーソンが亡くなる 海外ドラマNAVI 2014年11月17日閲覧